# Alyvia Alyn Lind
Alyvia Alyn Lind (North Carolina, 27 juli 2007) is een Amerikaans actrice. Ze speelde onder andere in de televisieseries The Young and the Restless en Chucky.

## Biografie
Lind werd geboren als de jongste dochter van John Lind en Barbara Alyn Woods. Haar twee oudere zussen Natalie Alyn Lind en Emily Alyn Lind zijn ook actrice.
Lind debuteerde als filmactrice in 2013 in de film Dark Skies. Van 2011 tot 2021 speelde ze de rol van Faith Newman in The Young and the Restless. In de televisieserie Revenge had ze een terugkerende rol als een jonge Amanda Clarke en als Grace in Transparent. Daarnaast had ze gastrollen in NCIS en Masters of Sex. In 2014 speelde ze in de film Blended.
Twee jaar later had Lind een rol in de Amazon Studios-special An American Girl Story – Maryellen 1955: Extraordinary Christmas, waarin ze de rol vertolkte van Maryelle Larkin. Vervolgens speelde ze de hoofdrol van Angelica Green in de Netflix-komedie dramafilm Daybreak. In 2021 had Lind een rol in Chucky als het personage Lexy Cross.

## Filmografie

### Films
| Jaar | Titel                                                            | Rol                | Opmerkingen          |
| ---- | ---------------------------------------------------------------- | ------------------ | -------------------- |
| 2013 | Dark Skies                                                       | Jonge dochter      |                      |
| 2014 | Blended                                                          | Lou                |                      |
| 2014 | Mockingbird                                                      | Megan              |                      |
| 2015 | A Date to Die For                                                | Kali Armstrong     |                      |
| 2015 | Shangri-La Suite                                                 | Lisa Marie Presley |                      |
| 2016 | An American Girl Story – Maryellen 1955: Extraordinary Christmas | Maryellen Larkin   | Direct-to-video film |
| 2018 | Overboard                                                        | Olivia             |                      |
| 2019 | Walk. Ride. Rodeo.                                               | Autumn Snyder      | [ 7 ]                |
| 2021 | Masquerade                                                       | Casey              |                      |

### Televisie
| Jaar       | Titel                                                   | Rol                     | Extra                              |
| ---------- | ------------------------------------------------------- | ----------------------- | ---------------------------------- |
| 2011–2021  | The Young and the Restless                              | Faith Newman            | Terugkerende rol                   |
| 2012–2015  | Revenge                                                 | Vijfjrihe Amanda Clarke | Terugkerende rol; 8 afleveringen   |
| 2012–2014  | See Dad Run                                             | Charlotte               | Terugkerende rol; 5 afleveringen   |
| 2013       | NCIS                                                    | Emma Daly               | 1 afl.                             |
| 2014       | Transparent                                             | Grace                   | Terugkerende rol, 5 afleveringenen |
| 2015       | A Deadly Adoption                                       | Sully Benson            | Televisiefilm                      |
| 2015       | Fire Twister                                            | Jonge dochter           | Televisiefilm                      |
| 2015       | Masters of Sex                                          | Jenny Masters           | 4 afleveringen                     |
| 2015       | Gamer's Guide to Pretty Much Everything                 | Tina                    | 1 afl.                             |
| 2015       | Dolly Parton's Coat of Many Colors                      | Dolly Parton            | Televisiefilm                      |
| 2016       | Teachers                                                | Annika                  | 1 afl.                             |
| 2016       | Dolly Parton's Christmas of Many Colors: Circle of Love | Dolly Parton            | Televisiefilm                      |
| 2018       | 9-1-1                                                   | Lily                    | 1 afl.                             |
| 2018       | Alexa & Katie                                           | Sasha                   | 1 afl.                             |
| 2019       | Future Man                                              | Lugnut                  | Terugkerende rol; 6 afleveringen   |
| 2019       | Daybreak                                                | Angelica Green          | Hoofdrol                           |
| 2021–2024  | Chucky                                                  | Lexy Cross              | Hoofdrol                           |
| 2024–heden | The Spiderwick Chronicles                               | Calliope                | Terugkerende rol; 7 afleveringen   |

## Prijzen en nominaties
| Jaar | Prijs                      | Categorie                               | Film / Televisieserie              | Uitslag     |
| ---- | -------------------------- | --------------------------------------- | ---------------------------------- | ----------- |
| 2016 | 21e Critics' Choice Awards | Beste actrice                           | Dolly Parton's Coat of Many Colors | Genomineerd |
| 2017 | Daytime Emmy Awards        | Beste jongere actrice in een dramaserie | The Young and the Restless         | Genomineerd |
| 2021 | Daytime Emmy Awards        | Beste jongere actrice in een dramaserie | The Young and the Restless         | Genomineerd |
| 2022 | Daytime Emmy Awards        | Beste jongere actrice in een dramaserie | The Young and the Restless         | Genomineerd |